# Christina Nilsson
Christina Nilsson, (også Kristina og Christine) (født 20. august 1843 i Vederslöv, Småland, død 21. november 1921 i Växjö) var en svensk operasangerinde med international karriere som var medlem af af det svenske Kungliga Musikaliska Akademien i 1869.

## Biografi og karriere
Christina Nilsson blev født som Kristina Jonasdotter, yngste barn af seks hos landmanden Jonas Nilsson og Stina-Cajsa Månsdotter på gården Sjöabol (kaldet Snugge), Vederslövs församling syd for Växjö. Allerede i hendes unge år flyttede familien fra Snugge til Lövhult, nogle kilometer mod syd ved landevejen efter, at faderen var kommet i økonomisk bekneb. Det var et "arrendetorp" (fæstegård) under Huseby Bruk. Der måtte hun bidrage til familiens opretholdelse, i begyndelsen som ledvogter ved stenen "Lövhulta fåle". Ved at synge sparede hun op til en violin. I nogle år rejste hun sammen med sin ældste broder Nils runt til markeder og sang og spillede med blandt andre "Blinde Janne" fra Gränna. På den tid blev hun normalt kaldt for Stina på Backen.
Hendes sangtalent blev bemærket på Ljungby marked i 1857 af en mæcen, häradshövdingen Fredrik Tornerhielm, som bekostede hendes sanguddannelse i Göteborg. Det var frøken Adelaïde Valerius, som blev hendes sanglærer, og inkvarteringen skete hos vingrossisten Rudolf Koch. Vinteren i 1859 blev hun konfirmeret af domprovsten Peter Wieselgren i Göteborgs domkyrka.

### Debut i Göteborg
Hendes debut i Göteborg skete den 19. maj 1859, da den kendte pianist Sara Magnus gav en koncert i Plenarsalen på Frimurerlogen. Nummeret, som hun optrådte med, var en gammel tysk folkevise, og hun sang den sammen med Adelaide Leuhusen (tidligere Valerius). Israel Sandström i Handelstidningen skrev efterfølgende en anmeldelse:
| “ | Her optrådte for første gang offentligt et fruentimmer, mademosielle Christina Nilsson, hvis smukke stemme skaffede hende en musiklærers opmærksomhed, pleje og vejledning med det formål at skabe en svensk sangeringe af den unge 15-årige pige. Man har ret til på grundlag af det, som nu blev præsteret, formode, at denne forhåbning vil gå i opfyldelse. | ” |

Under Göteborgopholdet gjorde hun sig dog især kendt som en uovertruffen skøjteløber, idet man især holdt til på den frosne voldgrav neden for Trädgårdsföreningen.
Christina Nilsson fik sin uddannelse i 1860 hos Franz Berwald i Stockholm og vendte samme år tilbage til Särö lige syd for Göteborg, hvor hun tilbragte sommeren hos sin velgører Rudolf Koch. I september 1860 rejste hun sammen med Adelaide Leuhusens søster Bertha, som skulle uddanne sig til fotograf, til Paris, alt bekostet af Koch. I Paris gjorde hun sin debut i Giuseppe Verdis opera La Traviata i 1864.

### International stjerne
Hun fik snart ry som en af sin tids store operasangerinder. Hun foretog en række europæiske turnéer gennem årene, i 1867 den første i Storbritannien, i 1870-1872 den første USA-turné, senere tillige til Rusland og Østrig og derefter til Tyskland, til Berlin dog først i 1885. I 1876, 1881 og 1885 foretog hun også bemærkede skandinaviske turneer.
Efter en bifaldsrig koncert i Stockholm den 23. september 1885 hyldedes Christina Nilsson af henved 50.000 personer. Efter, at hun havde sunget fra Grand Hôtels balkon, og folkemassen skulle forlade pladsen, udbrød der panik, hvorved omkring 20 personer blev trampede til døde og omkring halvfjerds blev skadet (se Christina Nilsson-ulykken).
Efter som hun ville afslutte sin karriere inden, at hendes talent aftog, holdt hun i en alder af 45 år i 1888 en afskedskoncert i Royal Albert Hall i London. Enkelte offentlige koncerter blev dog også holdt senere, den sidste i 1893. Fra 1897 var hun atter tidvis bosat i Småland.

### Ægteskaber
Christina var gift to gange, 1872 med den franske bankør Auguste Rouzaud (død 1882) og 1887 med den spanske adelsmand don Angel Ramon Maria Vallejo y Miranda, greve Casa de Miranda (død 1902). Hun blev derefter tituleret grevinnan de Casa Miranda.

## Formue
Ved sin død efterlod hun en formue på tre mio. kr, som til dels blev testamenteret ud i form af donationer, blandt andet 775.000 kr til Musikaliska Akademien. Hun købte i 1906 en større villa, "Villa Wik", i Sandsbro lige uden for Växjö som bolig ved sine besøg i hjembygden.

## Gravsted
Hun ligger begravet i et mausoleum på Tegnérkyrkogården i Växjö .

## I populærkulturen
Der findes mange ligheder mellem Christina Nilsson og Christine Daaé i Gaston Leroux's værk Fantomen på Operaen, blandt andet med hensyn til familiens baggrund og historie, opdagelsen, rejsen til Paris, hvorledes faderen begiver sig til Paris for at opsøge sin datter samt Nilssons hele tidlige repertoire. Dog har Leroux forlagt handlingen til Uppsala, ikke til Småland.
Hun omtales i Leo Tolstojs Anna Karenina.